# Attaque à la grenade de 1987 au parlement sri-lankais
 (juillet 2022).
L'attaque à la grenade de 1987 au parlement sri-lankais est une attaque survenue le 18 août 1987 lorsqu'un assaillant a lancé deux grenades dans une salle où se réunissaient des députés (en). Les grenades ont rebondi sur la table à laquelle étaient assis le président sri-lankais JR Jayawardene et le Premier ministre Ranasinghe Premadasa, et ont roulé. Un député et un secrétaire de ministère ont été tués par les explosions.
Une enquête policière ultérieure a conclu que les grenades avaient été lancées par un membre de l'organisation interdite Janatha Vimukthi Peramuna (JVP), qui organisait une rébellion (en) dans le pays à l'époque. Cinq membres du JVP ont finalement été jugés pour l'attaque, mais ont été acquittés faute de preuves. On pense que l'attaque visait le président Jayawardene pour sa signature de l'accord indo-sri-lankais (en) quelques semaines plus tôt. La responsabilité initiale de l'attaque a été revendiquée par une organisation nommée Patriotic People's Movement (en) mieux connue sous le nom de DJV.

## Contexte
À partir de 1983, les militants tamouls (en) ont lancé une guerre d'insurrection dans le but d'établir une nation tamoule indépendante dans le nord et l'est du Sri Lanka. 6 000 personnes étaient mortes à la suite du conflit en 1987. En mai 1987, l'armée sri-lankaise a lancé une offensive majeure (en) pour vaincre les rebelles tamouls. L'opération fut un succès, et les rebelles furent acculés dans une petite partie de la péninsule de Jaffna. Les commandants militaires sri-lankais pensaient qu'ils seraient en mesure de vaincre totalement les militants en quelques semaines. Cependant, le gouvernement indien est devenu de plus en plus impliqué dans le conflit, car le sud de l'Inde abritait 50 millions de tamouls . Alors que l'armée sri-lankaise se rapprochait des rebelles, le Premier ministre indien Rajiv Gandhi a ordonné un largage aérien de matériel (en) aux rebelles assiégés, ce que le président sri-lankais JR Jayawardene a qualifié d'"acte d'agression nue" de l'Inde.
Confronté à la perspective d'une implication militaire indienne pour soutenir les militants, le président sri-lankais JR Jayawardene a été contraint de signer l'accord indo-sri-lankais le 29 juillet 1987. Il appelait les rebelles tamouls à déposer les armes, en échange d'une autonomie limitée dans le nord et l'est du Sri Lanka. Jayawardene a également accepté que l'Inde envoie des troupes au Sri Lanka pour faire respecter l'accord. L'accord s'est avéré très impopulaire parmi les groupes cinghalais et les groupes tamouls du pays, qui le voyaient comme une trahison à l'Inde, et les troupes indiennes comme une force expansionniste.
Alors que Rajiv Gandhi quittait le Sri Lanka après la signature de l'accord, un membre de la garde d'honneur lui a frappé la tête avec la crosse d'un fusil. Gandhi n'a pas été blessé dans l'incident. Plus tard, il a été découvert que le garde était un membre du Janatha Vimukthi Peramuna, une organisation d'extrême gauche qui organisait une rébellion principalement dans le sud du pays, mais il y avait aussi des membres dans le nord.
Le JVP a ensuite attaqué un centre de diffusion gouvernemental et volé un poste de radio.

## Attaque à la grenade
La première session du Parlement après la signature de l'accord indo-sri-lankais devait se tenir le 18 août 1987. Avant la convocation du Parlement, la réunion bihebdomadaire du Groupe parlementaire gouvernemental s'est tenue dans la salle de commission A du Complexe du Parlement. Environ 120 législateurs étaient présents à la réunion, qui a commencé à 8 h 40. Le groupe a d'abord observé deux minutes de silence à la mémoire de Jinadasa Weerasinghe, député de Tangalle, assassiné quelques jours plus tôt par le JVP. Alors que le député ADB Ekanayake s'adressait au groupe, un assaillant dans la pièce voisine a lancé deux grenades sur la table d'honneur où le président JR Jayawardene et le Premier ministre Ranasinghe Premadasa étaient assis. Les grenades ont rebondi sur la table et ont roulé près de la table où étaient assis le conseiller à la sécurité nationale Lalith Athulathmudali et le ministre du district de Matara Keerthisena Abeywickrama (en), et ont explosé devant eux.
Selon un attaché de presse du gouvernement présent à la réunion, le pandémonium a régné à la suite des explosions. Il a déclaré que certains législateurs pensaient que le Parlement était attaqué. À l'aide de chaises en bois, ils ont brisé la fine plaque de verre surplombant la pelouse du Parlement pour s'échapper de la pièce, et ont été immédiatement regroupés dans des voitures et évacués.
Le député du district de Matara Keerthisena Abeywickrama, dont le visage a été arraché à cause de l'explosion, a été transporté à l'extérieur et transporté d'urgence à l'hôpital, mais est décédé sur le chemin. Norbert Senadeera, un fonctionnaire de l'état-major du Parlement, est mort plus tard d'un éclat d'obus à la tête. Seize autres ont été blessés dans l'attaque, dont le conseiller à la sécurité nationale Lalith Athulathmudali, le premier ministre Premadasa et les ministres Gamini Jayasuriya (en), Montague Jayawickrama (en) et ELB Hurulle (en). Le président JR Jayewardene n'a pas été blessé.
Bien que les rapports initiaux aient indiqué que des coups de feu avaient précédé l'attaque, aucun coup de feu n'a été tiré pendant l'incident.

## Conséquences
Immédiatement après l'attaque, le président sri-lankais JR Jayewardene a blâmé les "terroristes" parmi la population cinghalaise pour l'incident. Il a également appelé au calme dans le pays et a qualifié l'attaque de "tentative de détruire le système démocratique parlementaire du pays".
Un jour après l'attaque, la BBC a rapporté que le Deshapremi Janatha Viyaparaya (DJV), qui serait plus tard identifié comme la branche militaire du Janatha Vimukthi Peramuna, avait revendiqué la responsabilité. Ils ont également distribué des tracts à Colombo, appelant "les patriotes des forces armées" à résister à "l'expansionnisme indien", et qualifiant le président Jayewardene de "traître dont la mort serait la bienvenue". Ils ont également déclaré à la BBC qu'ils cherchaient à se venger de la "trahison des intérêts cinghalais par Jayewardene en accordant une plus grande autonomie politique aux zones ethniques tamoules".

## Enquête
Bien que la police (en) ait bouclé le bâtiment du Parlement après l'attaque, les premiers rapports indiquaient que l'agresseur s'était enfui dans la panique qui avait suivi les explosions. Aucune arrestation n'a été effectuée immédiatement après l'attaque.
Des enquêtes ultérieures ont suggéré qu'Ajith Kumara, un militant du Janatha Vimukthi Peramuna qui travaillait pour un service de restauration privé à l'intérieur du parlement, avait jeté les grenades dans la salle du comité. Il était ami avec la plupart des personnes travaillant dans le complexe et avait accès à la pièce d'où les bombes étaient lancées. Kumara a disparu immédiatement après l'incident. Une prime d'un million de roupies srilankaises (35 000 $) a été placée sur sa tête, mais il a échappé à l'arrestation pendant plusieurs mois. Il a cependant été arrêté par la suite le 8 avril 1988, alors qu'il tentait de fuir la police qui effectuait une recherche sans rapport sur de l'alcool illégal à Naula (en). La police n'a pas réalisé qui il était jusqu'à ce qu'elle mène une enquête plus approfondie.

## Procès

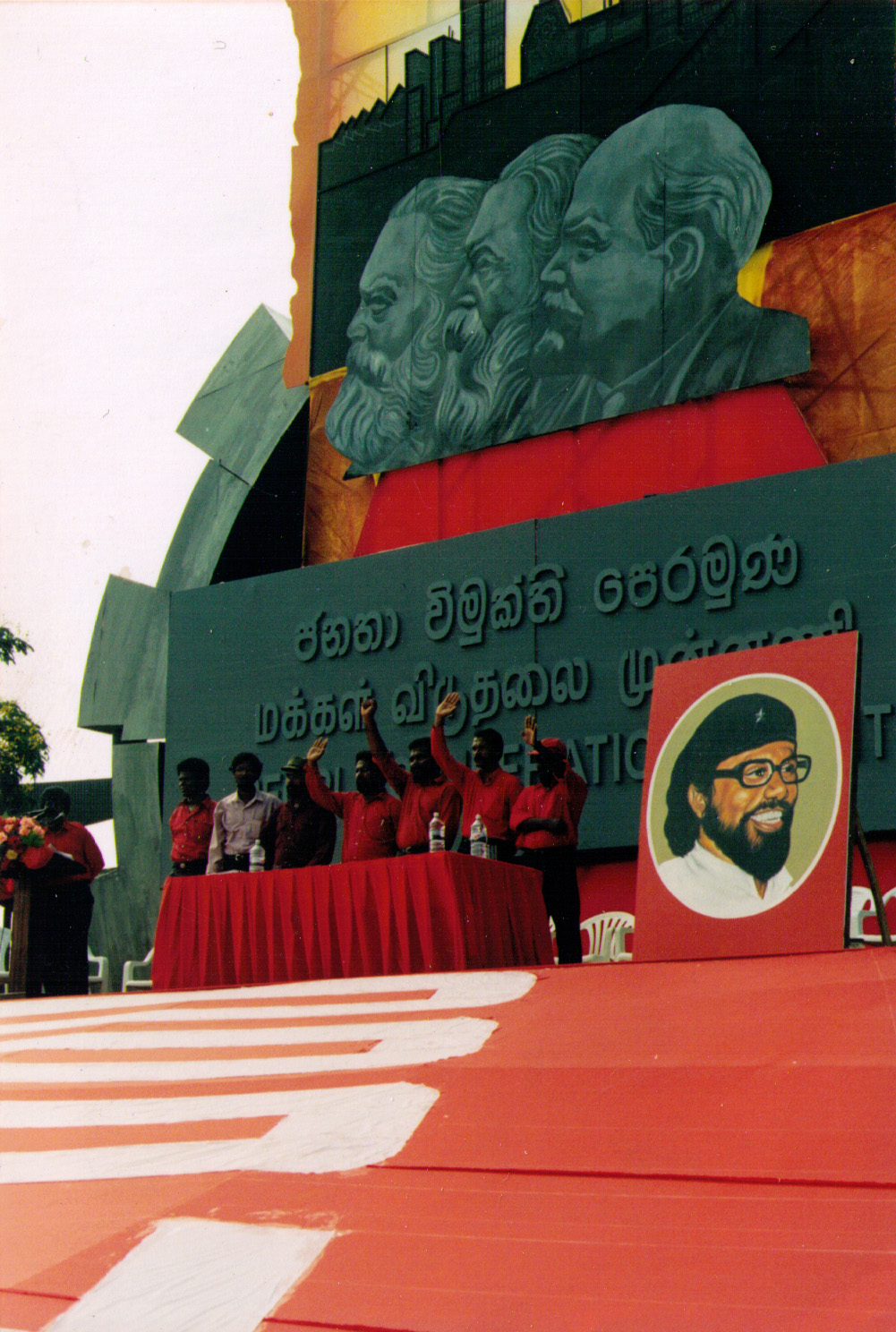
Après l'écrasement de leur insurrection en 1989, le JVP a été décriminalisé et ils sont entrés dans la politique dominante dans les années 1990.

Après son arrestation, Ajith Kumara, ainsi que quatre autres personnes, ont été accusés d'avoir perpétré l'attaque à la grenade. Ils ont été inculpés de dix chefs d'accusation, dont celui de complot en vue de commettre le meurtre du président JR Jayawardene, et d'avoir tenté de commettre le meurtre de Lalith Athulathmudali. Au tribunal, l'avocat d'État Palitha Fernando a affirmé que Kumara était membre du Janatha Vimukthi Peramuna (JVP), qui était une organisation interdite à l'époque, et que le JVP avait ordonné l'attaque à la suite de la décision du président Jayawardene de déployer l'armée indienne dans le nord et l'est du Sri Lanka. Kumara a été détenu dans la prison à sécurité maximale de Welikada (en) tout au long de son procès.
Le 12 octobre 1990, la Haute Cour de Colombo à Bar a rendu un verdict unanime acquittant Kumara, le premier accusé, et M. Jayasiri Gunawardena, le cinquième accusé, faute de preuves. En prononçant le verdict, le juge de la Haute Cour Ananda Grero a déclaré que l'accusation n'avait pas prouvé les accusations au-delà de tout doute raisonnable. Les trois autres suspects avaient auparavant été acquittés le 4 octobre. Lors des procès, les accusés étaient représentés par le futur ministre Susil Premajayantha (en) et le diplomate Mangala Moonesinghe (en).
Ajith Kumara a finalement été libéré le 6 août 1993. Il est ensuite entré en politique, devenant un membre actif du JVP, qui avait depuis été décriminalisé. Il est ensuite devenu membre du bureau politique du JVP, membre de Pradeshiya Sabha et candidat ministériel en chef du JVP pour les élections du Conseil provincial de Sabaragamuva en 1999.